# Peucedanum morisonii
Peucedanum morisonii är en flockblommig växtart som beskrevs av Wilibald Swibert Joseph Gottlieb von Besser och Schult.. Peucedanum morisonii ingår i släktet siljor, och familjen flockblommiga växter. Inga underarter finns listade i Catalogue of Life.